# Verein für Leibesübungen Wolfsburg
El VfL Wolfsburg és un club de futbol alemany de la ciutat de Wolfsburg, a la Baixa Saxònia.

## Història
La ciutat de Wolfsburg no es fundà fins a l'any 1938 amb el nom de Stadt des KdF-Wagen amb la intenció d'acollir els treballadors de l'empresa Volkswagen, allí situada. El primer club que hi existí fou per tant un club de l'empresa anomenat BSG Volkswagenwerk Stadt des KdF-Wagen i que competí a la Gauliga Osthannover les temporades 1943-44 i 1944-45.
El 12 de setembre de 1945 es fundà un nou club que s'anomenà breument VSK Wolfsburg. El 15 de desembre el club sofrí una greu crisi i tots els jugadors menys un s'uniren al FC Wolfsburg. El jugador restant, Josef Meyer, juntament amb Willi Hilbert reconstruí el club aquest cop amb el nom de VfL Wolfsburg.
Després d'aconseguir encadenar moltes temporades consecutives a la primera divisió de la Bundeslliga sense cap descens, amb nombroses bones posicions i classificar-se per la Copa de la UEFA diverses vegades, va aconseguir guanyar la lliga 2008-09 després de competir pel lideratge amb el Bayern de Múnic tota la temporada.

## Palmarès
- Bundeslliga (1): 2008-09.
- Copa alemanya (1): 2014-15.
- Supercopa alemanya (1): 2015.

## Plantilla 2024-25
A 4 febrer 2025 
| N. | Pos. | Nac. | Jugador                                |
| -- | ---- | --- | -------------------------------------- |
| 1  | POR  | [[Fitxer:Flag of Poland.svg\|23x15px\|border \|alt=Polònia\|link=Selecció de futbol de Polònia\|{{#if:\|]]          | Kamil Grabara                          |
| 2  | DEF  | [[Fitxer:Flag of Germany.svg\|23x15px\|border \|alt=Alemanya\|link=Selecció de futbol d'Alemanya\|{{#if:\|]]        | Kilian Fischer                         |
| 3  | DEF  | [[Fitxer:Flag of Belgium (civil).svg\|23x15px\|border \|alt=Bèlgica\|link=Selecció de futbol de Bèlgica\|{{#if:\|]] | Sebastiaan Bornauw                     |
| 4  | DEF  | [[Fitxer:Flag of Greece.svg\|23x15px\|border \|alt=Grècia\|link=Selecció de futbol de Grècia\|{{#if:\|]]            | Konstantinos Koulierakis               |
| 5  | DEF  | [[Fitxer:Flag of Denmark.svg\|23x15px\|border \|alt=Dinamarca\|link=Selecció de futbol de Dinamarca\|{{#if:\|]]     | Mads Roerslev (cedit pel Brentford FC) |
| 6  | MIG  | [[Fitxer:Flag of Belgium (civil).svg\|23x15px\|border \|alt=Bèlgica\|link=Selecció de futbol de Bèlgica\|{{#if:\|]] | Aster Vranckx                          |
| 7  | DAV  | [[Fitxer:Flag of Denmark.svg\|23x15px\|border \|alt=Dinamarca\|link=Selecció de futbol de Dinamarca\|{{#if:\|]]     | Andreas Skov Olsen                     |
| 9  | DAV  | [[Fitxer:Flag of Algeria.svg\|23x15px\|border \|alt=Algèria\|link=Selecció de futbol d'Algèria\|{{#if:\|]]          | Mohamed Amoura (cedit pel Union SG)    |
| 10 | DAV  | [[Fitxer:Flag of Germany.svg\|23x15px\|border \|alt=Alemanya\|link=Selecció de futbol d'Alemanya\|{{#if:\|]]        | Lukas Nmecha                           |
| 11 | DAV  | [[Fitxer:Flag of Portugal.svg\|23x15px\|border \|alt=Portugal\|link=Selecció de futbol de Portugal\|{{#if:\|]]      | Tiago Tomás                            |
| 12 | POR  | [[Fitxer:Flag of Austria.svg\|23x15px\|border \|alt=Àustria\|link=Selecció de futbol d'Àustria\|{{#if:\|]]          | Pavao Pervan                           |
| 13 | DEF  | [[Fitxer:Flag of Brazil.svg\|23x15px\|border \|alt=Brasil\|link=Selecció de futbol del Brasil\|{{#if:\|]]           | Rogério                                |
| 14 | DAV  | [[Fitxer:Flag of Poland.svg\|23x15px\|border \|alt=Polònia\|link=Selecció de futbol de Polònia\|{{#if:\|]]          | Bartosz Białek                         |
| 16 | DAV  | [[Fitxer:Flag of Poland.svg\|23x15px\|border \|alt=Polònia\|link=Selecció de futbol de Polònia\|{{#if:\|]]          | Jakub Kamiński                         |

| N. | Pos. | Nac. | Jugador                               |
| -- | ---- | --- | ------------------------------------- |
| 17 | DAV  | [[Fitxer:Flag of Germany.svg\|23x15px\|border \|alt=Alemanya\|link=Selecció de futbol d'Alemanya\|{{#if:\|]]                                | Kevin Behrens                         |
| 18 | DEF  | [[Fitxer:Flag of Slovakia.svg\|23x15px\|border \|alt=Eslovàquia\|link=Selecció de futbol d'Eslovàquia\|{{#if:\|]]                           | Denis Vavro (cedit pel FC Copenhagen) |
| 19 | MIG  | [[Fitxer:Flag of Croatia.svg\|23x15px\|border \|alt=Croàcia\|link=Selecció de futbol de Croàcia\|{{#if:\|]]                                 | Lovro Majer                           |
| 21 | DEF  | [[Fitxer:Flag of Denmark.svg\|23x15px\|border \|alt=Dinamarca\|link=Selecció de futbol de Dinamarca\|{{#if:\|]]                             | Joakim Mæhle                          |
| 22 | DEF  | [[Fitxer:Flag of France (1794–1815, 1830–1974).svg\|23x15px\|border \|alt=França\|link=Selecció de futbol de França\|{{#if:\|]]             | Mathys Angely                         |
| 23 | DAV  | [[Fitxer:Flag of Denmark.svg\|23x15px\|border \|alt=Dinamarca\|link=Selecció de futbol de Dinamarca\|{{#if:\|]]                             | Jonas Wind                            |
| 24 | MIG  | [[Fitxer:Flag of Hungary.svg\|23x15px\|border \|alt=Hongria\|link=Selecció de futbol d'Hongria\|{{#if:\|]]                                  | Bence Dárdai                          |
| 27 | MIG  | [[Fitxer:Flag of Germany.svg\|23x15px\|border \|alt=Alemanya\|link=Selecció de futbol d'Alemanya\|{{#if:\|]]                                | Maximilian Arnold (capità)            |
| 29 | POR  | [[Fitxer:Flag of Germany.svg\|23x15px\|border \|alt=Alemanya\|link=Selecció de futbol d'Alemanya\|{{#if:\|]]                                | Marius Müller                         |
| 30 | POR  | [[Fitxer:Flag of Germany.svg\|23x15px\|border \|alt=Alemanya\|link=Selecció de futbol d'Alemanya\|{{#if:\|]]                                | Niklas Klinger                        |
| 31 | MIG  | [[Fitxer:Flag of Germany.svg\|23x15px\|border \|alt=Alemanya\|link=Selecció de futbol d'Alemanya\|{{#if:\|]]                                | Yannick Gerhardt                      |
| 32 | MIG  | [[Fitxer:Flag of Sweden.svg\|23x15px\|border \|alt=Suècia\|link=Selecció de futbol de Suècia\|{{#if:\|]]                                    | Mattias Svanberg                      |
| 39 | DAV  | [[Fitxer:Flag of Austria.svg\|23x15px\|border \|alt=Àustria\|link=Selecció de futbol d'Àustria\|{{#if:\|]]                                  | Patrick Wimmer                        |
| 40 | MIG  | [[Fitxer:Flag of the United States.svg\|23x15px\|border \|alt=Estats Units d'Amèrica\|link=Selecció de futbol dels Estats Units\|{{#if:\|]] | Kevin Paredes                         |

## Futbolistes destacats
- Willi Giesemann
- Thomas Brdaric
- Martin Wagner
- Zoltán Sebescen
- Stefan Effenberg
- Mike Hanke
- Roy Präger
- Tobias Rau
- Albert Streit
- Stefan Schnoor
- Hans Sarpei
- Pablo Thiam
- Diego Klimowicz
- Andrés D'Alessandro
- Facundo Hernán Quiroga
- Dietmar Kühbauer
- Kevin De Bruyne
- Marcelinho
- Robson Ponte
- Marian Hristov
- Martin Petrov
- Thomas Rytter
- Claus Thomsen
- Steve Marlet
- Charles Akonnor
- Isaac Boakye
- Kevin Hofland
- Jonathan Akpoborie
- Krzysztof Nowak
- Waldemar Kryger
- Andrzej Juskowiak
- Dorinel Munteanu
- Vlad Munteanu
- Sergiu Radu
- Miroslav Karhan
- Claudio Reyna
- Brian McBride
- Chad Deering

## Entrenadors

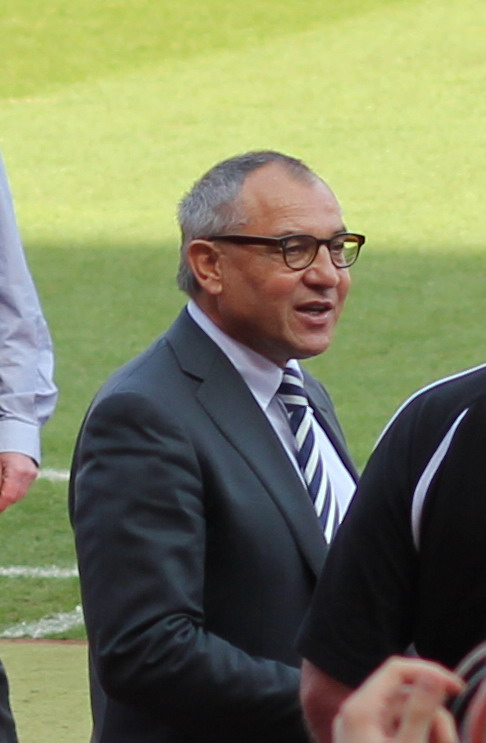
Felix Magath va portar el Wolfsburg a guanyar la Bundesliga la temporada 2008–09

- Günter Mettke (1949–1954, jugador-entrenador)
- Ludwig Lachner (1954–55)
- Ernst Sontow (1955–56)
- Josef Kretschmann (1956–57)
- Ludwig Lachner (1957)
- Walter Risse (1957–58)
- Imre Farkaszinski (1958–59)
- Ludwig Lachner (1 juliol 1963 – 30 juny 1966)
- Imre Farkaszinski (1 juliol 1966 – 31 desembre 1974)
- Fritz Schollmeyer (1 gener 1975 – 29 abril 1975)
- Günther Brockmeyer (Abril 1975)
- Paul Kietzmann (3 maig 1975 – 28 novembre 1975)
- Radoslav Momirski (2 desembre 1976 – 4 març 1978)
- Imre Farkaszinski (Març 1978 – Dec 1978)
- Henk van Meteren (Desembre 1978 – abril 1979)
- Wilfried Kemmer (Abril 1979 – Oct 1983)
- Imre Farkaszinski (Oct 1983 – juny 1984)
- Wolf-Rüdiger Krause (Juliol 1984 – juny 1988)
- Horst Hrubesch (1 juliol 1988 – 30 juny 1989)
- Ernst Menzel (Juliol 1989 – juny 1991)
- Uwe Erkenbrecher (1 juliol 1991 – 10 febrer 1993)
- Eckhard Krautzun (16 febrer 1993 – 4 abril 1995)
- Gerd Roggensack (6 abril 1995 – 22 octubre 1995)
- Willi Reimann (23 octubre 1995 – 17 març 1998)
- Wolfgang Wolf (23 març 1998 – 4 març 2003)
- Jürgen Röber (4 març 2003 – 3 abril 2004)
- Eric Gerets (4 abril 2004 – 29 maig 2005)
- Holger Fach (1 juliol 2005 – 19 desembre 2005)
- Klaus Augenthaler (29 desembre 2005 – 19 maig 2007)
- Felix Magath (1 juliol 2007 – 30 juny 2009)
- Armin Veh (1 juliol 2009 – 25 gener 2010)
- L-G. Köstner (interí) (25 gener 2010 – 30 juny 2010)
- Steve McClaren (1 juliol 2010 – 7 febrer 2011)
- P. Littbarski (interí) (8 febrer 2011 – 17 març 2011)
- Felix Magath (18 març 2011 – 25 octubre 2012)
- L-G. Köstner (interí) (25 octubre 2012 – 31 desembre 2012)
- Dieter Hecking (1 gener 2013 – 17 octubre 2016)
- Valérien Ismaël (17 octubre 2016 – 26 febrer 2017)
- Andries Jonker (27 febrer 2017 – 17 setembre 2017)
- Martin Schmidt (18 setembre 2017 – 19 febrer 2018)
- Bruno Labbadia (20 febrer 2018 – 29 juny 2019)
- Oliver Glasner (1 juliol 2019 – 26 maig 2021)
- Mark van Bommel (1 juliol 2021 – 24 octubre 2021)
- Florian Kohfeldt (26 octubre 2021 – 15 maig 2022)
- Niko Kovač (24 maig 2022 – 17 març 2024)
- Ralph Hasenhüttl (17 març 2024 – present)